# Alexander Hollaender
Alexander Hollaender (1898 – 1986) foi um dos principais pesquisadores em radiobiologia e mutação genética.
Recebeu o Prêmio Enrico Fermi do Departamento de Energia dos Estados Unidos, por suas contribuições para a fundação da ciência da radiobiologia, e por sua liderança na promoção do intercâmbio científico entre pesquisadores dos Estados Unidos e dos países em desenvolvimento.
Em 1981 Hollaender estabeleceu o Council for Research Planning in Biological Sciences, e foi seu presidente na época de sua morte por edema pulmonar em 1986. A Academia Nacional de Ciências dos Estados Unidos concedo o Prêmio Alexander Hollaender de Biofísica a cada três anos em sua memória.